# 아일랜드 대 프랑스 (2010년 FIFA 월드컵 예선)
아일랜드 대 프랑스(영어: 2009 Republic of Ireland v France football matches, 프랑스어: Match de football France – République d'Irlande (2009))는 2009년 11월 14일과 11월 18일에 열린 아일랜드와 프랑스 간의 2010년 FIFA 월드컵 유럽 지역 예선 플레이오프 경기이다.
프랑스는 아일랜드에 1, 2차전 합계 2-1 승리(아일랜드 더블린에서 열린 1차전 경기에서는 프랑스의 1-0 승리를, 프랑스 생드니에서 열린 2차전 경기에서는 1-1 무승부를 기록함)를 기록하면서 2010년 FIFA 월드컵 본선에 진출했지만 프랑스의 티에리 앙리 선수가 2차전 경기에서 논란의 여지가 있는 핸드볼 반칙을 저지르면서 주목의 대상이 되었다. 아일랜드 축구 협회와 아일랜드 정부는 국제 축구 연맹(FIFA)에 해당 경기의 재경기를 요청하는 한편 아일랜드가 2010년 FIFA 월드컵에서 33번째 팀으로 참가할 수 있게 해달라고 요청했지만 국제 축구 연맹(FIFA)은 이러한 요청들을 받아들이지 않았다. 그렇지만 이 사건을 계기로 국제 축구계에서는 페어플레이 정신을 구현하기 위해 축구에도 비디오 판독 기술을 도입해야 한다는 여론을 형성하게 된다.

## 배경
남아프리카 공화국에서 개최된 2010년 FIFA 월드컵에서 유럽에는 13개 팀이 본선 진출 티켓을 배정받았다. 2010년 FIFA 월드컵 유럽 지역 예선은 53개 유럽 축구 연맹(UEFA) 회원국 가운데 2010년 FIFA 월드컵에서 유럽 대표로 참가할 13개 팀을 결정했으며 다음과 같은 방식에 따라 진행되었다.
- 조별 예선은 53개 팀을 9개 조로 나누어 홈 앤 어웨이 방식으로 진행된다. 조별 예선에서 각 조 1위를 차지한 9개 팀은 본선에 직행한다.
- 조별 예선에서 각 조 2위를 차지한 9개 팀은 공정성을 위해 각 조 6위 팀과의 전적을 제외하고 비교한다. 이 과정에서 가장 낮은 성적을 기록한 1개 팀은 예선에서 탈락하고 나머지 8개 팀이 플레이오프에 진출한다.
- 플레이오프는 홈 앤 어웨이 방식으로 진행된다. 플레이오프에서 승리한 4개 팀은 본선에 진출한다.

프랑스는 7조에서 세르비아에 이어 조 2위를 차지했으며 아일랜드는 8조에서 이탈리아에 이어 조 2위를 차지했다. 프랑스와 아일랜드 모두 플레이오프 진출 자격을 획득했다.
국제 축구 연맹(FIFA)은 2010년 FIFA 월드컵 유럽 지역 예선 플레이오프에 진출한 8개 팀들이 2009년 10월 FIFA 랭킹을 기준으로 하여 시드를 배정받는다고 밝혔다. 프랑스(당시 9위)는 포르투갈(당시 10위), 러시아(당시 12위), 그리스(당시 16위)와 함께 시드 팀으로 분류되었으며 아일랜드(당시 34위)는 우크라이나(당시 22위), 보스니아 헤르체고비나(당시 42위), 슬로베니아(당시 49위)와 함께 비시드 팀으로 분류되었다.
2010년 FIFA 월드컵 유럽 지역 예선 플레이오프 대진 추첨은 2009년 10월 19일에 스위스 취리히에서 진행되었다. 추첨 결과 프랑스와 아일랜드가 플레이오프에서 서로 맞붙게 되었다. 1차전은 2009년 11월 14일에 아일랜드 더블린에 위치한 크로크 파크에서, 2차전은 2009년 11월 18일에 프랑스 생드니에 위치한 스타드 드 프랑스에서 열리게 되었다. 플레이오프는 다음과 같은 방식에 따라 진행되었다.
- 플레이오프는 홈 앤 어웨이 방식으로 진행되며 1, 2차전 득점 합계가 가장 높은 팀이 본선에 진출한다.
- 양 팀의 1, 2차전 합계가 동점인 경우에는 원정 다득점이 높은 팀이 본선에 진출하지만 정규 시간 90분 동안에 원정 다득점 원칙을 통해 승자를 결정할 수 없는 경우에는 연장전 30분을 실시한다.
- 연장전에서도 승자가 결정되지 않으면 승부차기를 통해 승자를 결정하게 된다.

## 경기

### 1차전
1차전은 2009년 11월 14일 아일랜드 더블린에 위치한 크로크 파크에서 열렸다. 프랑스는 후반 27분에 기록한 니콜라 아넬카의 결승골에 힘입어 1-0으로 승리했다.
| 아일랜드 | 0 – 1 | 프랑스     |
| -------- | ----- | ---------- |
|          |       | 아넬카 72′ |

| 아일랜드 | 프랑스 |

|                   |    |               |  |     |
|                   |    |               |  |     |
| GK                | 1  | 셰이 기븐     |  |     |
| RB                | 4  | 존 오셰이     |  |     |
| CB                | 5  | 리처드 던     |  |     |
| CB                | 2  | 션 세인트레저 |  |     |
| LB                | 3  | 케빈 킬베인   |  |     |
| RM                | 7  | 리엄 로런스   |  | 80′ |
| CM                | 6  | 글렌 웰런     |  |     |
| CM                | 8  | 키스 앤드루스 |  |     |
| LM                | 11 | 데이미언 더프 |  | 76′ |
| CF                | 10 | 로비 킨 (c)   |  |     |
| CF                | 9  | 케빈 도일     |  | 71′ |
| 교체 선수:        |    |               |  |     |
| GK                | 16 | 조 머피       |  |     |
| DF                | 13 | 폴 맥셰인     |  |     |
| DF                | 14 | 스티븐 켈리   |  |     |
| MF                | 12 | 에이든 맥기디 |  | 76′ |
| MF                | 15 | 대런 깁슨     |  |     |
| MF                | 17 | 스티븐 헌트   |  | 80′ |
| FW                | 18 | 리언 베스트   |  | 71′ |
| 감독:             |    |               |  |     |
| 조반니 트라파토니 |    |               |  |     |

|               |    |                     |  |     |
|               |    |                     |  |     |
| GK            | 1  | 위고 요리스         |  |     |
| RB            | 2  | 바카리 사냐         |  |     |
| CB            | 5  | 윌리암 갈라스       |  |     |
| CB            | 3  | 에리크 아비달       |  |     |
| LB            | 13 | 파트리스 에브라     |  |     |
| CM            | 6  | 라사나 디아라       |  |     |
| CM            | 18 | 알루 디아라         |  |     |
| RW            | 9  | 니콜라 아넬카       |  |     |
| AM            | 8  | 요안 구르퀴프       |  |     |
| LW            | 12 | 티에리 앙리 (c)     |  |     |
| CF            | 11 | 앙드레피에르 지냐크 |  | 91′ |
| 교체 선수:    |    |                     |  |     |
| GK            | 16 | 스테브 망당다       |  |     |
| DF            | 4  | 쥘리앵 에스퀴데     |  |     |
| DF            | 17 | 세바스티앵 스킬라치 |  |     |
| MF            | 14 | 무사 시소코         |  |     |
| FW            | 7  | 시드네 고부         |  |     |
| FW            | 10 | 카림 벤제마         |  |     |
| FW            | 15 | 플로랑 말루다       |  | 91′ |
| 감독:         |    |                     |  |     |
| 레몽 도메네크 |    |                     |  |     |

| 부심: 토르스텐 시프너 마르크 보르슈 대기심: 미하엘 바이너 |

### 2차전
2차전은 2009년 11월 18일 프랑스 생드니에 위치한 스타드 드 프랑스에서 열렸다. 전반전은 아일랜드가 전반 32분에 기록한 로비 킨의 골에 힘입어 1-0으로 앞선 상황에서 끝났다. 후반전은 양 팀이 득점을 기록하지 못한 상태에서 아일랜드가 1-0으로 앞선 상황에서 종료되었다.
프랑스와 아일랜드는 1, 2차전 정규 시간이 끝난 상황에서 합계 1-1 동점을 기록했기 때문에 연장전에서 승부를 가리게 되었다. 논란의 여지가 있는 프랑스의 반칙 행위는 연장전 전반 13분에 벌어졌다. 프랑스의 플로랑 말루다는 아일랜드 진영의 센터 서클 바로 옆에서 올린 프리킥을 올렸고 프랑스 대표팀의 주장이었던 티에리 앙리는 말루다가 올린 볼을 페널티 박스 안에서 받았다. 티에리 앙리는 자신의 왼손에 맞았던 볼을 윌리암 갈라스에게 올려주었고 갈라스는 곧바로 자신의 머리로 골을 기록하면서 1-1 동점을 만들었다.
이 상황을 지켜본 몇몇 아일랜드 대표팀 선수들은 페널티 박스 안에서 팔을 뻗으면서 심판들에게 프랑스의 명백한 반칙 행위라며 항의했지만 심판들은 프랑스의 골을 인정했다. 아일랜드의 셰이 기븐 골키퍼는 프랑스의 핸드볼 반칙이라며 대기심에게 항의했고 아일랜드의 조반니 트라파토니 감독도 이에 동조했다.
| 프랑스      | 1 – 1 (연장) | 아일랜드 |
| ----------- | ------------ | -------- |
| 갈라스 103′ |              | 킨 32′   |

| 프랑스 | 아일랜드 |

|               |    |                     |        |     |
|               |    |                     |        |     |
| GK            | 1  | 위고 요리스         |        |     |
| RB            | 2  | 바카리 사냐         |        |     |
| CB            | 4  | 쥘리앵 에스퀴데     |        | 9′  |
| CB            | 5  | 윌리암 갈라스       |        |     |
| LB            | 13 | 파트리스 에브라     |        |     |
| CM            | 6  | 라사나 디아라       |        |     |
| CM            | 18 | 알루 디아라         |        |     |
| RW            | 9  | 니콜라 아넬카       |        |     |
| AM            | 8  | 요안 구르퀴프       |        | 88′ |
| LW            | 12 | 티에리 앙리 (c)     |        |     |
| CF            | 11 | 앙드레피에르 지냐크 |        | 57′ |
| 교체 선수:    |    |                     |        |     |
| GK            | 16 | 스테브 망당다       |        |     |
| DF            | 17 | 세바스티앵 스킬라치 | 79′    | 9′  |
| MF            | 14 | 무사 시소코         |        |     |
| FW            | 3  | 로이크 레미         |        |     |
| FW            | 7  | 시드네 고부         | 107′   | 57′ |
| FW            | 10 | 카림 벤제마         |        |     |
| FW            | 15 | 플로랑 말루다       | 90'+2′ | 88′ |
| 감독:         |    |                     |        |     |
| 레몽 도메네크 |    |                     |        |     |

|                   |    |               |      |      |
|                   |    |               |      |      |
| GK                | 1  | 셰이 기븐     |      |      |
| RB                | 4  | 존 오셰이     |      | 67′  |
| CB                | 5  | 리처드 던     |      |      |
| CB                | 2  | 션 세인트레저 |      |      |
| LB                | 3  | 케빈 킬베인   | 59′  |      |
| RM                | 7  | 리엄 로런스   |      | 107′ |
| CM                | 6  | 글렌 웰런     |      | 63′  |
| CM                | 8  | 키스 앤드루스 |      |      |
| LM                | 11 | 데이미언 더프 | 104′ |      |
| CF                | 10 | 로비 킨 (c)   |      |      |
| CF                | 9  | 케빈 도일     |      |      |
| 교체 선수:        |    |               |      |      |
| GK                | 16 | 조 머피       |      |      |
| DF                | 13 | 폴 맥셰인     | 75′  | 67′  |
| DF                | 14 | 스티븐 켈리   |      |      |
| MF                | 12 | 에이든 맥기디 |      | 107′ |
| MF                | 15 | 대런 깁슨     |      | 63′  |
| MF                | 17 | 스티븐 헌트   |      |      |
| FW                | 18 | 리언 베스트   |      |      |
| 감독:             |    |               |      |      |
| 조반니 트라파토니 |    |               |      |      |

| 부심: 스테판 비트베리 프레드리크 닐손 대기심: 마르틴 잉바르손 |

## 반응
영국, 오스트레일리아를 비롯한 영어권 언론 매체들은 이 사건을 아르헨티나와 잉글랜드 간의 1986년 FIFA 월드컵 8강전 경기에서 일어난 디에고 마라도나의 신의 손(Hand of God) 사건에 빗대어 "앙리의 손"(Hand of Henry), "개구리의 손"(Hand of Frog), "갈리아인의 손"(Hand of Gaul)으로 명명했다.
브라이언 카우언 아일랜드 총리는 "페어 플레이는 경기의 근본적인 부분이다. 아일랜드 체육부와 아일랜드 축구 협회(FAI)는 국제 축구 연맹(FIFA)에 해당 경기의 판정에 대한 항의와 재경기를 공식 요구하는 서한을 전달했다."라고 밝혔다. 카우언 총리는 2009년 11월 19일에 벨기에 브뤼셀에서 열린 유럽 연합 정상회의에서 니콜라 사르코지 프랑스 대통령에게 문제를 제기했다. 이에 사르코지 대통령은 브라이언 카우언 아일랜드 총리에게 "나는 축구 심판이나 프랑스 축구 연맹, 유럽 축구 연맹을 대신할 수는 없다. 그러나 나는 아일랜드 국민들에게 얼마나 미안한가를 느끼고 있다고 말했다."고 밝혔다.
이에 대해 FIFA는 "축구 경기 결과는 변경될 수 없으며 경기는 다시 열릴 수 없다. 이러한 규칙은 축구 경기 규칙에 명시되어 있기 때문에 축구 경기는 심판의 최종적인 결정에 따른다."라면서 재경기 실시는 불가능하다는 입장을 밝혔다. 프랑스의 프랑수아 피용 총리는 "아일랜드 정부가 축구에 간섭해서는 안 된다."라고 지적하면서 이 사건을 정치 문제화하는 것을 반대한다는 입장을 밝혔다.
아일랜드 대표팀의 조반니 트라파토니 감독은 이러한 오심 피해를 방지하기 위해 축구에도 비디오 판독 기술을 도입해야 한다고 비판했다. 한편 프랑스 대표팀의 티에리 앙리 선수는 몇몇 언론 매체들과의 인터뷰에서 "문제의 장면이 일어난 순간에 자신의 손이 무의식적으로 움직였을 뿐 일부러 반칙을 한 것은 아니다."라는 입장을 밝히면서 자신의 잘못을 인정했다. 또한 "가장 공정한 해결 방법은 재경기이겠지만 불행히도 이것은 내가 결정할 수 있는 것은 아니다. 아일랜드 선수들에게 정말로 미안하다."라면서 아일랜드의 축구 팬들에게 사과 입장을 밝혔다.
아일랜드 축구 협회는 티에리 앙리의 사과를 계기로 FIFA 집행위원회에 재경기를 요구했다. 프랑스 축구 연맹(FFF) 또한 아일랜드 축구 협회를 지지하는 성명을 발표했지만 FIFA는 다시 한번 재경기 요청을 기각했다. 아일랜드 축구 협회는 제프 블라터 FIFA 회장에게 아일랜드가 2010년 FIFA 월드컵에서 33번째 팀으로 참가할 수 있게 해달라고 요청했지만 제프 블라터 FIFA 회장은 아일랜드의 요청은 명백히 불가능하다며 거절했다.
FIFA 징계위원회는 티에리 앙리에 대한 조사를 진행했지만 티에리 앙리는 어떠한 처벌을 받지 않았다. 한편 제프 블라터 FIFA 회장은 문제의 사건을 언급하는 것을 거절하는 등 아일랜드 축구 협회로부터 경솔한 행동을 하고 있다는 지적을 받았고 제프 블라터 FIFA 회장은 아일랜드 축구 협회에 사과 성명을 발표했다.
프랑스는 2010년 FIFA 월드컵 본선에서 우루과이, 멕시코, 남아프리카 공화국과 함께 A조에 편성되었지만 1무 2패를 기록하면서 조 4위로 탈락하고 만다. 이에 아일랜드의 몇몇 축구 팬들은 프랑스가 조별 예선에서 탈락한 것을 기뻐했다고 한다.

## 같이 보기
- 스위스 대 대한민국 (2006년 FIFA 월드컵)